# 전주지방법원 남원지원
전주지방법원 남원지원은 전주지방법원에서 관할하는 사건 중에서 남원시 전역을 관할하는 사건을 관할하는 법원이다.

## 지원장
| 순번 | 이름       | 재임 기간                          |
| ---- | ---------- | ---------------------------------- |
| 1대  | 김종석     | 1945년 12월 29일 ~ 1948년 5월 30일 |
| 2대  | 노익래     | 1948년 6월 1일 ~ 1949년 11월 14일  |
| 3대  | 김재희     | 1949년 11월 15일 ~ 1951년 4월 29일 |
| 4대  | 송영재     | 1951년 4월 30일 ~ 1953년 3월 11일  |
| 5대  | 이사수     | 1953년 3월 12일 ~ 1958년 7월 14일  |
| 6대  | 문병린     | 1958년 7월 15일 ~ 1960년 1월 11일  |
| 7대  | 곽병문     | 1960년 1월 12일 ~ 1961년 8월 25일  |
| 8대  | 허진명     | 1961년 8월 26일 ~ 1962년 4월 19일  |
| 9대  | 김영창     | 1962년 4월 20일 ~ 1968년 1월 24일  |
| 10대 | 공아도     | 1968년 1월 25일 ~ 1970년 10월 25일 |
| 11대 | 이병호     | 1970년 10월 26일 ~ 1973년 3월 30일 |
| 12대 | 김수       | 1973년 4월 1일 ~ 1974년 1월 31일   |
| 13대 | 박종택     | 1974년 2월 1일 ~ 1975년 9월 30일   |
| 14대 | 이창균     | 1975년 10월 1일 ~ 1977년 5월 15일  |
| 15대 | 곽동헌     | 1977년 5월 16일 ~ 1979년 11월 30일 |
| 16대 | [최세영[]] | 1979년 12월 1일 ~ 1980년 9월 9일   |
| 17대 | 이재곤     | 1980년 9월 10일 ~ 1984년 9월 9일   |
| 18대 | 정은환     | 1984년 9월 10일 ~ 1985년 1월 9일   |
| 19대 | 최대식     | 1985년 1월 10일 ~ 1987년 9월 9일   |
| 20대 | 이인재     | 1987년 9월 10일 ~ 1989년 8월 31일  |
| 21대 | 목영준     | 1989년 9월 1일 ~ 1991년 4월 20일   |
| 22대 | 이희영     | 1991년 4월 21일 ~ 1993년 3월 1일   |
| 23대 | 정창남     | 1993년 3월 2일 ~ 1994년 2월 28일   |
| 24대 | 방극성     | 1994년 3월 1일 ~ 1997년 2월 28일   |
| 25대 | 노영대     | 1997년 3월 1일 ~ 1999년 2월 28일   |
| 26대 | 김진상     | 1999년 3월 1일 ~ 2001년 2월 18일   |
| 27대 | 김병하     | 2001년 2월 19일 ~ 2003년 2월 18일  |
| 28대 | 정충모     | 2003년 2월 19일 ~ 2005년 2월 20일  |
| 29대 | 최종한     | 2005년 2월 21일 ~ 2007년 2월 20일  |
| 30대 | 오재성     | 2007년 2월 21일 ~ 2009년 2월 22일  |
| 31대 | 김종춘     | 2009년 2월 23일 ~ 2011년 2월 27일  |
| 32대 | 최기상     | 2011년 2월 28일 ~ 2013년 2월 24일  |
| 33대 | 손진홍     | 2013년 2월 25일 ~ 2015년 2월 22일  |
| 34대 | 장낙원     | 2015년 2월 23일 ~ 2017년 2월 19일  |
| 35대 | 박노수     | 2017년 2월 20일 ~ 현재             |